# G-funk
Il G-funk (o gangsta-funk) è un sottogenere della musica hip hop nato dal gangsta rap  della West Coast, all'inizio degli anni novanta.
Largamente derivato dal rallentamento del tempo nella musica funk, incorpora sintetizzatori multilinea e melodici, groove lento ed ipnotico, bassi profondi, voci femminili di sottofondo e diffuso campionamento del P-funk. A questo va aggiunto, diversamente da altre realtà rap del periodo come gli EPMD o la The Bomb Squad che utilizzavano pesantemente il campionamento, che G-funk spesso ha utilizzato solo uno o due campionamenti per brano.
Il genere è stato inoltre caratterizzato da un generale edonismo nei temi delle liriche, inclusi violenza, sesso, abuso di stupefacenti, che sacrificavano la complessità delle liriche a vantaggio della chiarezza e della cadenza ritmica. Il G-funk diventò il principale sottogenere dell'hip hop per circa quattro anni, dalla pubblicazione del disco di debutto di Dr. Dre The Chronic, nel 1992, al collasso della storica etichetta di Los Angeles Death Row Records nel 1996, anno della morte di Tupac Shakur e dell'arresto di Suge Knight.

## Origini

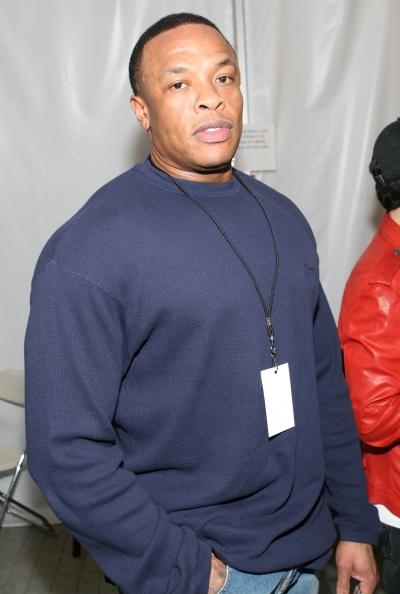
Dr. Dre

Vi sono state numerose discussioni su chi potesse avere il titolo di creatore del G-Funk. Il brano Deep Cover, registrato da Dr. Dre nel 1992 (in cui fa anche la sua prima comparsa Snoop Dogg), è il primo singolo che veramente rispecchi tutti gli elementi distintivi del genere. Tuttavia in molti sostengono che il vero creatore sia il produttore degli Above the Law, Cold 187um anche noto come Big Hutch. Gli N.W.A e gli Above The Law all'inizio degli anni novanta erano entrambi sotto contratto con la Ruthless e in diversi ritengono che Dr. Dre copiò le sonorità per il suo debutto da solista The Chronic dall'album Black Mafia Life degli Above The Law.
Artisti che, durante la metà degli anni novanta, più hanno contribuito ad estendere il G-funk sono stati Warren G, DJ Quik, Nate Dogg, Daz Dillinger, Soopafly e Battlecat.
Gli album pionieri del genere sono considerati Doggystyle di Snoop Dogg, The Chronic di Dr. Dre e  Regulate...G Funk Era di Warren G.

## Critiche
Prima del successo di The Chronic, la maggior parte dei gruppi Hip hop (Public Enemy, Native Tongues, ecc.) trattavano argomenti come l'abuso di droghe, il razzismo e la povertà da un punto di vista sociale e costruttivo. Durante la cosiddetta "G-funk era" invece quasi tutti i rapper seguirono i canoni del gangsta rap, trattando temi come sparatorie, spaccio di droga o sfruttamento della prostituzione e vantandosi delle loro personali esperienze. Il gangsta rap grazie al sound orecchiabile del G-funk acquisì così diffusione su larga scala. L'insieme di questi fattori porta i puristi dell'Hip hop a criticare tale sottogenere; per esempio, nel 1994, Common pubblica l'album Resurrection in cui è contenuto il brano I Used To Love H.E.R., in cui egli descrive i sentimenti attinenti al più puro Hip hop. È proprio questa disillusione nei confronti del mainstream rap che spinge molti critici ad avvicinarsi a nuove realtà, ed in particolare ad apprezzare dischi come Enta Da Stage dei Black Moon, Enter the Wu-Tang (36 Chambers) del Wu-Tang Clan, Illmatic di Nas, Ready to Die di The Notorious B.I.G. e molti altri. Ciò ha contribuito ad una vera rinascita dell'East Coast rap.
Nonostante le critiche, dischi G-funk come It's On (Dr. Dre) 187um Killa, The Chronic, Doggystyle, Regulate...G Funk Era, Dogg Food, All Eyez On Me o Safe+Sound, oltre ad aver venduto moltissime copie, sono tuttora considerati classici.